# Thomas Yeates
Compléments
site officiel : http://www.thomasyeates.com
Thomas Yeates, né le 19 janvier 1955) est un dessinateur de  comic strip et de comic books, connu surtout pour son travail sur les strips de Prince Vaillant et Zorro et pour avoir travaillé sur des personnages créés par Edgar Rice Burroughs.

## Carrière
Thomas Yeates fait partie du premier groupe d'élèves diplômés de The Kubert School,. Sa première histoire publiées s'intitule Preacher et paraît dans le numéro  312 de  Sgt. Rock en janvier 1978. Il illustre un récit en prose dans Detective Comics 500 en mars 1981 écrit par Walter B. Gibson, longtemps scénariste de The Shadow,. Yeates et Jack C. Harris reprennent brièvement Claw the Unconquered en tant que bande dessinée secondaire de The Warlord 48 et 49. Il est remplacé par Dragonsword écrit par Paul Levitz paru dans The Warlord 51 à 54 (novembre 1981 à février 1982),. En 1982, Yeates et le scénariste Martin Pasko reprennent Swamp Thing dans une nouvelle série. Timespirits est créé avec Stephen Perry  pour la collection Epic Comics de Marvel Comics. Il dessine les one-shots Universe X: Beasts et Universe X: Cap pour Marvel en 2001,. À partir du 1er avril 2012, Yeates remplace Gary Gianni sur le comic strip Prince Vaillant. Yeates collabore avec Sergio Aragonés et Mark Evanier sur le crossover Groo vs. Conan publié par Dark Horse Comics en 2014.

## Récompenses
Yeates a reçu un prix Inkpot en 2012.